# 湯芷穎
湯芷穎（Tong Tsz Wing，1992年7月26日—），香港女子壁球運動員，外號「湯圓」，曾獲選中銀香港紫荊盃最佳運動員。現就讀香港中文大學心理學系。

## 簡歷
2009年，湯芷穎與廖梓苓、李嘉雯及何嘉寶出戰於印度舉行的世界青少年壁球團體賽，最終奪得亞軍；四人更因而被譽為「新四小花」 。
2014年9月，湯芷穎代表香港參加南韓仁川舉行的亞運會壁球比賽，與歐詠芝、陳浩鈴和廖梓苓合作贏得女子團體賽銅牌。

## 外部連結
- Squash Info - Tong Tsz-Wing's Profile（英文）